# FKA Twigs
Tahliah Debrett Barnett, bedre kendt som FKA Twigs (født 17. Januar 1988), er en engelsk singer-songwriter, producer og danser fra Gloucestershire men lige nu bosat i London. "FKA" står for "Formerly Known As". Hendes debutalbum "LP1" blev udgivet i august 2014 og var meget anmelderrost.

## Musikalsk stil og indflydelser
De første sangere, der havde en indvirkning på FKA Twigs, var Billie Holiday, Ella Fitzgerald og Marvin Gaye. Da hun var yngre lyttede hun kun til Punk som Siouxsie & the Banshees, indtil hun fandt sin egen måde at spille punk på med industrielle og hverdagens lyde. Da hun begyndte at komponere sange, ønskede hun at gengive musik, hun kunne lide, hvor hver bid mindede om Siouxsie & the Banshees eller Adam Ant.

## Personligt liv
Barnett var i et forhold med den engelsk skuespiller, musiker og model Robert Pattinson bedst kendt som vampyr i ungdomsfilmen Twilight (film) og som Cedric Diggory i Harry Potter og Flammernes Pokal.
Barnett var i et forhold med skuespilleren Shia LaBeouf fra midten af 2018 til maj 2019. Hun anlagde sag imod ham i december 2020, med anklager om overgreb og både fysisk og emotionel vold i løbet af deres forhold.

## Diskografi
- EP1 (2012)
- EP2 (2013)
- LP1 (2014)
- M3LL155X (2015)
- Magdalene (2019)
- Caprisongs (2022)

### Singler
- "Water Me" (2013)
- "FKA x inc." (2014)
- "Two Weeks" (2014)
- "Pendulum" (2014)
- "Good to Love (2016)
- "Cellophane" (2019)

## Priser
- Mercury Prize nominering bedste britiske album for hendes debut album "LP1" (2014)
- Grammy Award nominering bedste Optagelse Pakke for hendes debut album "LP1" (2014)